# النيابة الملكية على القوقاز (1785–1796)
النيابة الملكية على القوقاز (بالروسية: Кавказское наместничество)‏ تأسست في عام 1785 من قبل كاترين الثانية من خلال تحويل محافظة أستراخان وإضافة بعض الأراضي من توريدا أوبلاست. لقد ألغاها بافل الأول عام 1796.

## نواب الملك
كان نواب الملك الخمسة أو رؤساء الوكلاء هم:
| الزمن                     | الاسم                     | فترة الحياة |
| ------------------------- | ------------------------- | ----------- |
| 1785 – 1787               | بافل بوتيمكين             | 1743–1796   |
| 1787–1788                 | بيوتر أبراموفيتش تكيلي    | ؟ −1793     |
| 1788–1788                 | إيفان بتروفيتش سالتيكوف   | 1730–1805   |
| 1788–1790                 | انطون بوجدانوفيتش دي بالم | 1741–1790   |
| 1790–1796، 1798 1806–1809 | إيفان فاسيليفيتش جودوفيتش | 1732–1820   |